# El Zapote, Pantepec
El Zapote är en ort i Mexiko.   Den ligger i kommunen Pantepec och delstaten Puebla, i den sydöstra delen av landet, 180 km nordost om huvudstaden Mexico City. El Zapote ligger 217 meter över havet och antalet invånare är 115.
Terrängen runt El Zapote är kuperad åt sydost, men åt nordväst är den platt. Runt El Zapote är det ganska tätbefolkat, med 52 invånare per kvadratkilometer. Närmaste större samhälle är Metlaltoyuca, 18,9 km norr om El Zapote. Omgivningarna runt El Zapote är en mosaik av jordbruksmark och naturlig växtlighet.